# Лафлёр, Арт
Арт Лафлёр (англ. Art LaFleur; 9 сентября 1943 — 17 ноября 2021) — американский актёр. Наиболее известен по ролям в фильмах «Поле его мечты», «Площадка».

## Биография
Родился в Гэри, штат Индиана. В начале 1960-х годов играл в американский футбол в Университете Кентукки. До того как Лафлёр переехал в Голливуд, он работал продавцом.

## Карьера
Первой ролью Лафлёра стала роль в телевизионном фильме «Спасение с острова Гиллигана». Затем он снялся в эпизоде сериала «Ангелы Чарли». Лафлёр снялся в большом количестве сериалов и телевизионных фильмов, среди которых «Доктор Хаус», «Скорая помощь», «Блюз Хилл-стрит», «Команда "А"», «Невероятный Халк», «Малкольм в центре внимания».
Наиболее известной ролью актёра является роль Бэйба Рута в фильме «Площадка». В фильме Рут в исполнении актера появляется во сне главного персонажа Бенни и советует ему вернуть потерянный бейсбольный мяч. Сайт Screen Rant назвал игру Лафлёра вдохновляющей и сильной. Сам актер сказал, что его узнают благодаря этому фильму чаще, чем благодаря какому-либо другому.
Будучи спортивным фанатом, Лафлёр также сыграл в другом классическом фильме о бейсболе «Поле его мечты», где исполнил роль Чика Гэндила, сыграл тренера в фильме «Мистер бейсбол» и появился в комедии об американском футболе «Дублеры».
Лафлёр также сыграл роли второго плана в фильмах «Капля», «Кобра», «Мэверик». В фильмах «Санта-Клаус 2» и «Санта-Клаус 3» исполнил роль Зубной феи.
Часто играл полицейских и тренеров.